# ГАЕС Віанден
ГАЕС Віанден — гідроакумулююча електростанція в Люксембурзі на річці Ур (ліва притока Зауеру, який через Мозель належить до басейну Рейну).
Нижній резервуар створили за допомогою бетонної гравітаційної греблі заввишки 30 метрів та завдовжки 130 метрів, зведеної біля міста Віанден. Над ним на висотах західного берега Ура спорудили штучний верхній резервуар. Після модернізації на початку 2010-х років, яка включала нарощування дамби на 1 метр, його об'єм зріс на 0,5 млн м3 та досягнув 7,73 млн м3 (корисний об'єм 7,34 млн м3). Це забезпечує роботу станції в турбінному режимі протягом 4 годин та потребує 7 годин для заповнення при роботі у насосному режимі. Площа поверхні верхнього резервуара складає 0,55 км2, а припустиме коливання рівня знаходиться між позначками 494 та 510 метрів над рівнем моря.
Від верхнього резервуара до підземного машинного залу ведуть два водоводи завдовжки 625 та 856 метрів із діаметром 6 — 6,5 метра. Зал має довжину 330 метрів та вміщує дев'ять гідроагрегатів із турбінами типу Френсіс потужністю по 100 МВт та насосами потужністю по 70 МВт. Це обладнання ввели в експлуатацію у 1963—1964 роках, а в 1976-му станцію посилили шляхом спорудження другого машинного залу, розташованого на 1,5 км південніше. Він так само створений у підземному виконанні та призначений для однієї оборотної турбіни типу Френсіс, потужністю 196 МВт у турбінному та 220 МВт у насосному режимах. До нового об'єкту проклали водовід завдовжки 1375 метрів та діаметром 4,5 метра.
У 2010—2014 роках ГАЕС ще раз підсилили, спорудивши нову підземну залу для чергової оборотної турбіни типу Френсіс потужністю 200 МВт в обох режимах. До нового об'єкту від верхнього резервуара веде вертикальна шахта заввишки 280 метрів, що переходить у 180-метрову галерею діаметром 4,5 метра.
Станція працює з напором від 266,5 до 291,3 метра.